# パウル・フレーデマン・デ・フリース
パウル・フレーデマン・デ・フリース（オランダ語: Paul Vredeman de Vries、1567年 - 1617年）は、南ネーデルラントの画家。ハンス・フレーデマン・デ・フリースの子。

## 概要
アントウェルペンで画家のハンス・フレーデマン・デ・フリースの息子に生まれた。兄のサロモン・フレーデマン・デ・フリース(Salomon Vredeman de Vries: 1556-1604)も画家である。父親から絵を学び、1592年から1595年の間はダンツィヒで働き、1596年からはプラハで、1599年から亡くなるまではアムステルダムで働いた。
弟子には ヘンドリク・アールツ(Hendrick Aerts)やイサーク・ファン・デン・ブロック(Isaak van den Blocke)らがいる。

## 作品

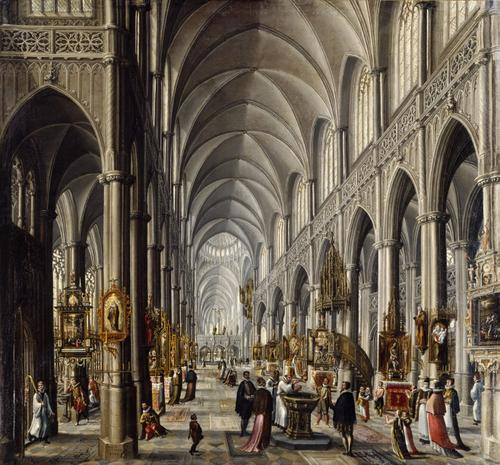
「ゴシック教会内陣」1596年頃、ウィーン美術史美術館蔵
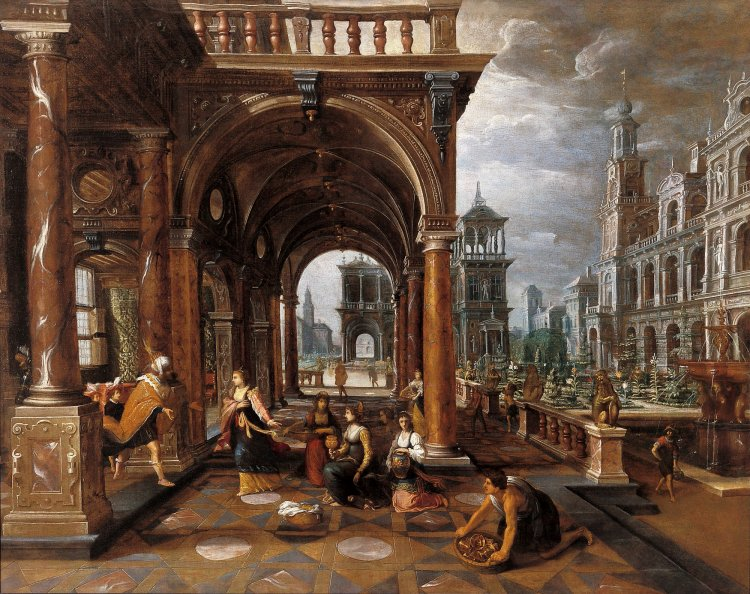
「ソロモンとシバの女王」アドリアン・ファン・ニウラント (子)との共作、油彩、1610年頃
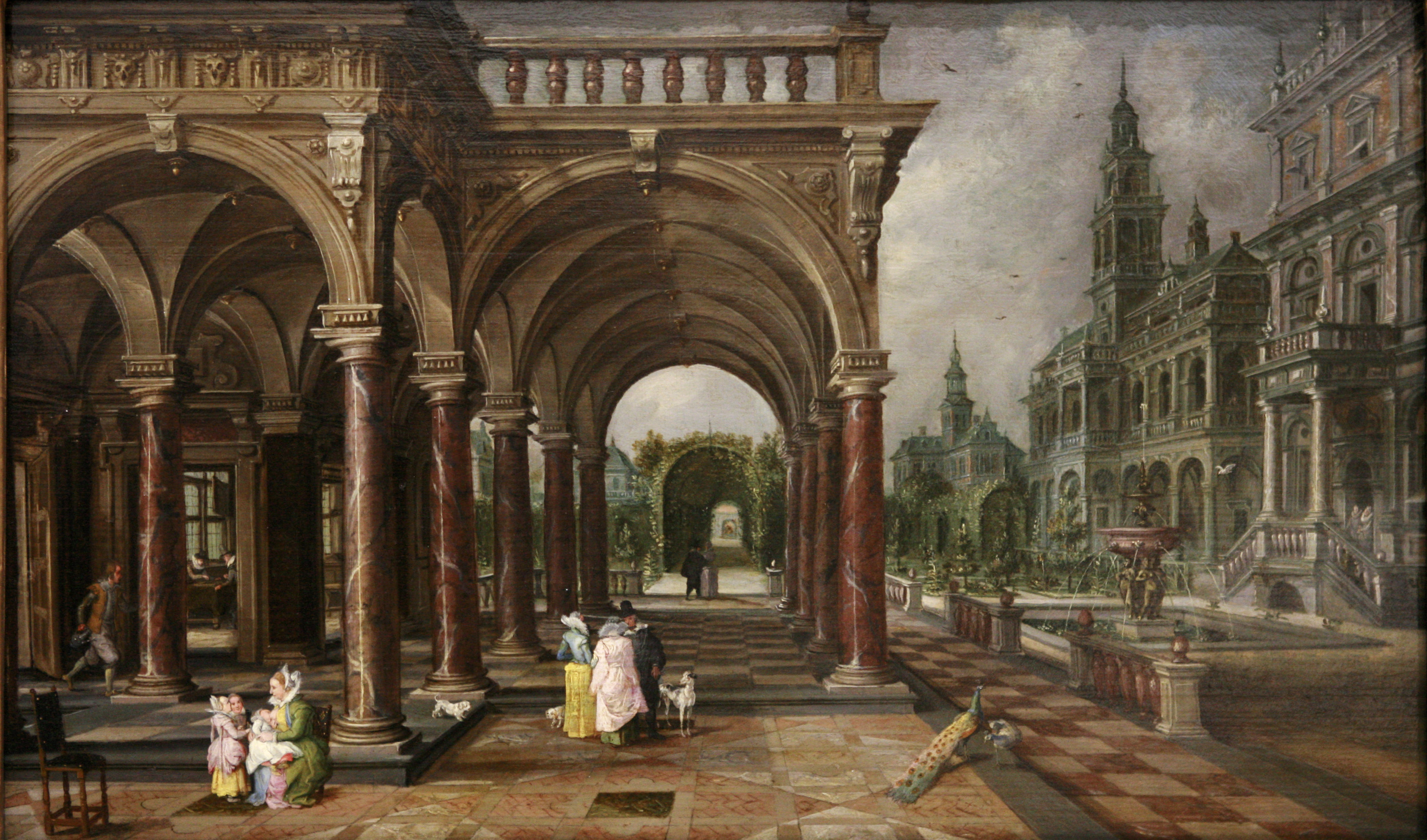
建物と庭園、ヤン・ブリューゲル (父)との共作、17世紀 ストラスブール美術館蔵